# Großgründlach
Großgründlach (fränkisch: Grous-grindla) ist ein Stadtteil der kreisfreien Stadt Nürnberg und liegt an der Grenze zu den Stadtgebieten von Fürth und Erlangen. Er gehört zum Statistischen Stadtteil 7 Nordwestliche Außenstadt und bildet zusammen mit Reutles und Kleingründlach den statistischen Bezirk 79.

## Geografie
Der Stadtteil befindet sich nördlich der Innenstadt nahe der Einflugschneise des Nürnberger Flughafens und bildet mit dem nordöstlich gelegenen Reutles und dem südlich gelegenen Schmalau eine geschlossene Siedlung. Durch den Ort fließt die Gründlach und der Mühlbach, ein Seitenarm der Gründlach. Im Nordwesten grenzt das Flurgebiet Stöckelwiesen an, im Norden Bei der Marter und im Osten Himmelreich. Im Westen liegt das Waldgebiet Irrgarten und der Schwemm- und der Mühlweiher. Dort befinden sich die Obermühle und Kleingründlach. Im Süden beginnt das Knoblauchsland.
Der 352 Hektar große Landschaftsraum der Gründlach mit ihren Nebengräben zwischen der Autobahn A 73 im Westen, der Stadtgrenze im Norden, Osten und Südwesten und der Würzburger Straße und Neunhof im Süden ist als Landschaftsschutzgebiet Gründlachtal-Ost ausgewiesen.

## Geschichte

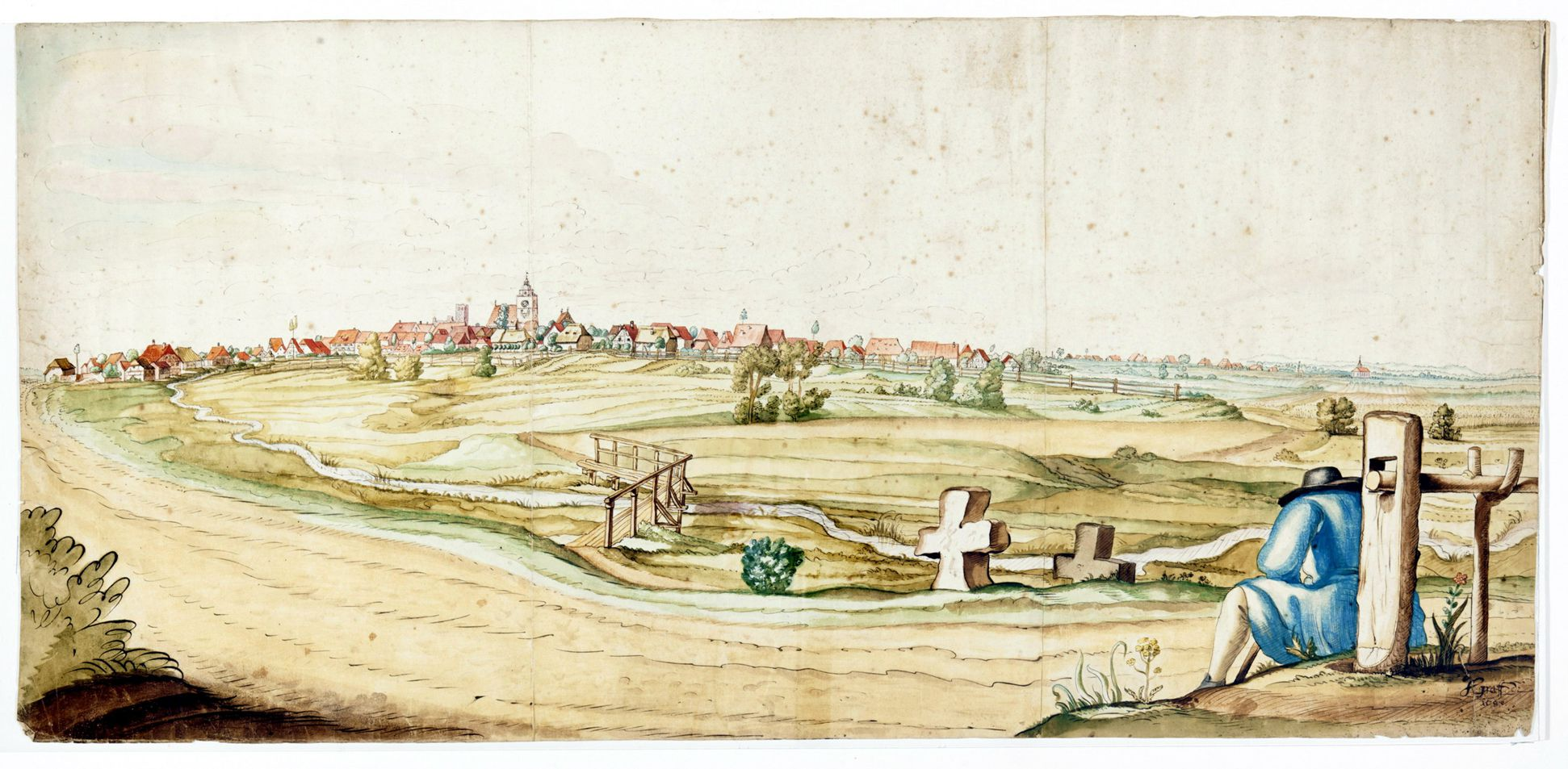
Großgründlach von Süden, 1685

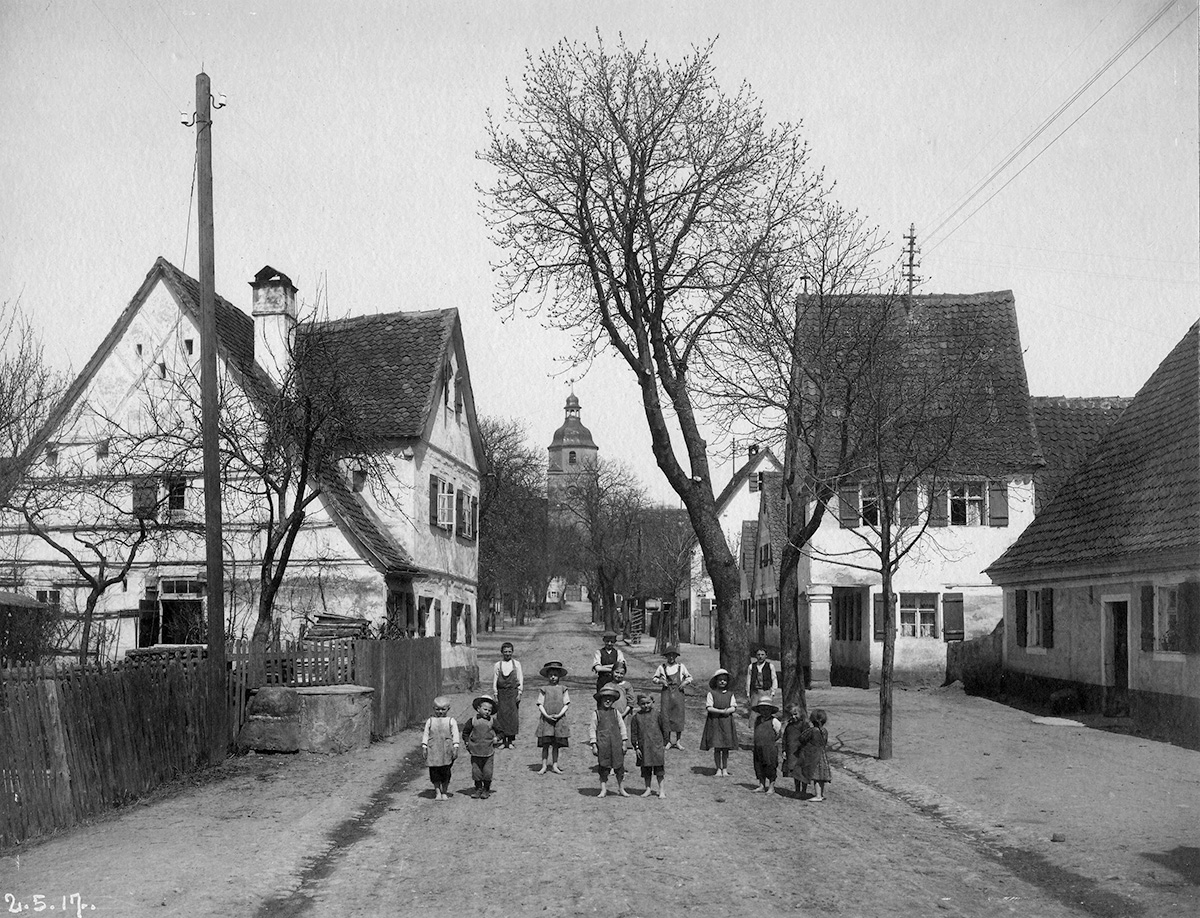
Blick über die Großgründlacher Hauptstraße auf die Kirche aus südlicher Richtung, 1917

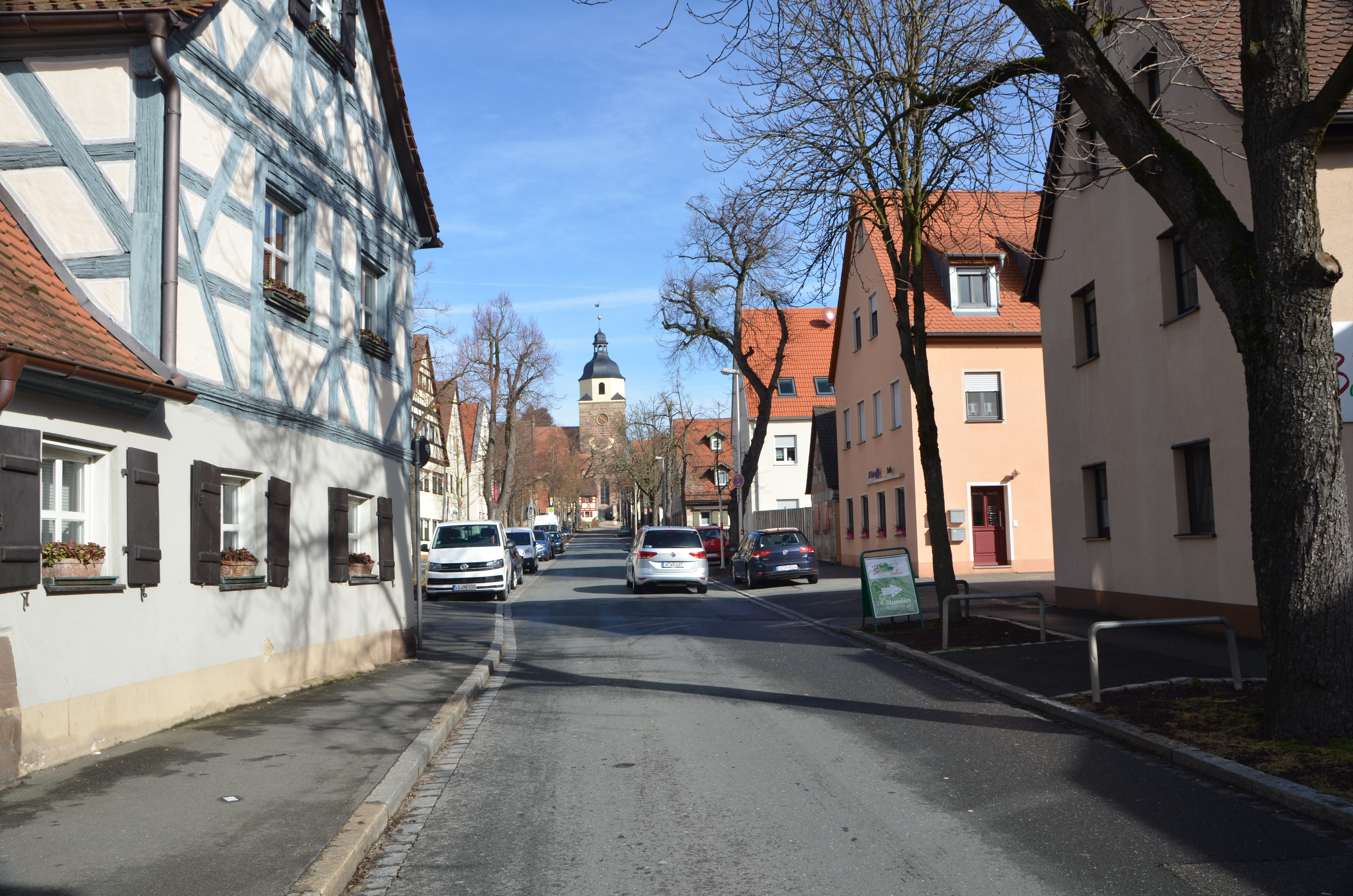
Blick über die Großgründlacher Hauptstraße auf die Kirche aus südlicher Richtung, 2018

Der Ort wurde 1021 in einer in Augsburg ausgestellten Urkunde Kaiser Heinrichs II. als „Villa Crintilaha“ das erste Mal urkundlich erwähnt, als der König ihn zusammen mit anderen Orten (Eltersdorf, Herpersdorf bei Eckental und Walkersbrunn), die zum Wirtschaftshof Aurich (zwischen Pegnitz und dem Flüsschen Schwabach) „für sein Seelenheil“ der Bamberger Kirche übereignete, welche erst 1007 gegründet wurde. Die Region wurde damit vom östlichen Teil des Bistums Würzburg abgetrennt. Großgründlach ist somit der älteste erwähnte Stadtteil Nürnbergs, der Urkunde nach sogar 29 Jahre älter als die Ersterwähnung Nürnbergs (1050). Der Ortsname leitet sich vom gleichlautenden Gewässernamen Gründlach ab. Vermutlich handelte es sich nur um wenige Häuser um eine Furt über das kleine Gewässer.
Gegen Ende des 18. Jahrhunderts bestand Großgründlach aus 70 Anwesen. Das Hochgericht übte die Reichsstadt Nürnberg aus, was aber vom brandenburg-bayreuthischen Oberamt Baiersdorf bestritten wurde. Die Dorf- und Gemeindeherrschaft hatte der Nürnberger Eigenherr von Haller. Grundherren waren das Oberamt Baiersdorf (1 Schmiede, 1 Haus, 1 Gemeindebadhaus), die Pfarrei Bruck (4 Güter) und der Nürnberger Eigenherr von Haller (2 Höfe, 6 Halbhöfe, 3 Güter, 36 Gütlein, 7 Häuser, 3 Wirtshäuser, 1 Schmiede, 3 Bäcker, Herrensitz, Pfarrhaus, Schulhaus, Gemeindewachhaus).
Von 1797 bis 1810 unterstand der Ort dem Justiz- und Kammeramt Erlangen. 1810 kam Großgründlach zum Königreich Bayern. Mit dem Gemeindeedikt wurde 1811 der Steuerdistrikt Großgründlach gebildet, zu dem Reutles und Obermühle gehörten. Im selben Jahr entstand die Ruralgemeinde Großgründlach, die deckungsgleich mit dem Steuerdistrikt war. Sie war in Verwaltung und Gerichtsbarkeit dem Landgericht Erlangen zugeordnet und in der Finanzverwaltung dem Rentamt Erlangen. In der freiwilligen Gerichtsbarkeit unterstanden 30 Anwesen von 1821 bis 1848 dem Patrimonialgericht (PG) Großgründlach, 1 Anwesen von 1821 bis 1835 dem PG Groß- und Kleingeschaidt und 3 Anwesen von 1823 bis 1835 dem PG Nemsdorf. Ab 1862 gehörte Großgründlach zum Bezirksamt Fürth (1939 in Landkreis Fürth umbenannt) und zum Landgericht Fürth (ab 1876 Stadt- und Landgericht Fürth, 1879 in Amtsgericht Fürth umbenannt). Die Finanzverwaltung wurde 1871 vom Rentamt Fürth übernommen (1919 in Finanzamt Fürth umbenannt). 1912 wurden Kleingründlach und Mittelmühle von Eltersdorf nach Großgründlach umgemeindet. Die Gemeinde hatte 1964 eine Gebietsfläche von 4,283 km².
Großgründlach wurde am 1. Juli 1972 im Rahmen der Gebietsreform in Bayern aus dem Landkreis Fürth ausgegliedert und nach Nürnberg eingemeindet. Seitdem gehört der Ort zum Sprengel des Amtsgerichts Nürnberg und des Finanzamts Nürnberg.

### Einwohnerentwicklung
Gemeinde Großgründlach (später Stadtteil Großgründlach)
| Jahr      | 1818   | 1840   | 1852   | 1861   | 1867   | 1871   | 1875   | 1880   | 1885   | 1890   | 1895   | 1900   | 1905   | 1910   | 1919   | 1925   | 1933   | 1939   | 1946   | 1950   | 1961  | 1970   | 1987   | 2009 | 2015  | 2019 |
| Einwohner | 551    | 643    | 666    | 638    | 658    | 677    | 692    | 776    | 760    | 643    | 665    | 670    | 705    | 725    | 776    | 818    | 941    | 988    | 1223   | 1395   | 1768  | 2900   | 4098   | 4880 | 4675  | 4828 |
| Häuser    | 100    | 115    |        |        |        | 111    |        |        | 123    | 123    |        | 125    |        |        |        | 152    |        |        |        | 191    | 302   |        | 1074   |      |       |      |
| Quelle    | [ 13 ] | [ 14 ] | [ 15 ] | [ 16 ] | [ 17 ] | [ 18 ] | [ 19 ] | [ 20 ] | [ 21 ] | [ 22 ] | [ 15 ] | [ 23 ] | [ 15 ] | [ 24 ] | [ 15 ] | [ 25 ] | [ 15 ] | [ 15 ] | [ 15 ] | [ 26 ] | [ 9 ] | [ 27 ] | [ 28 ] |      | [ 1 ] |      |

Ort Großgründlach
| Jahr      | 1818   | 1840   | 1861   | 1871   | 1885   | 1900   | 1925   | 1950   | 1961  | 1970   |
| Einwohner | 443 *  | 499 *  | 513    | 547 *  | 610 *  | 553    | 622    | 1125   | 1367  | 2497   |
| Häuser    | 80 *   | 94 *   |        |        | 99 *   | 103    | 116    | 149    | 233   |        |
| Quelle    | [ 13 ] | [ 14 ] | [ 16 ] | [ 18 ] | [ 21 ] | [ 23 ] | [ 25 ] | [ 26 ] | [ 9 ] | [ 27 ] |

## Religion
Der Ort ist seit der Reformation evangelisch-lutherisch geprägt und nach St. Laurentius (Großgründlach) gepfarrt. Die Einwohner römisch-katholischer Konfession sind nach St. Hedwig (Großgründlach) gepfarrt.

## Sehenswürdigkeiten

### Ortsbild
Neben anderen historischen Fachwerk- und Steinhäusern wirkt insbesondere das Gasthaus Goldener Schwan an der Hauptstraße imposant: ein giebelständiges Gebäude mit mächtigem Satteldach, dessen Hausteingiebel von 1776 stammt. Der ummauerte Kirchhof, der als Friedhof dient, mit wehrhaftem Kirchenbau (vgl. die Wehrkirche im benachbarten Kraftshof) und das westlich anschließende Barockschloss, dass von einer Quadermauer umgeben ist, sind weitere prägende Bauwerke.

### Kirche
Der viereckige Turm der Kirche St. Lorenz (St. Laurentius), die bereits 1303 nachweisbar und seit 1348 von Zisterzienserinnen genutzt wird (siehe auch Kloster Himmelthron), wurde im Osten über dem Chor (Chorturm) errichtet; die drei unteren Geschosse sind steinsichtig (mit je einer Sonnenuhr an der Ost- und Südseite), das achteckige Glockengeschoss ist verputzt.
Innen befinden sich Ausstattungsstücke aus verschiedenen Zeiten: Grabplatte, Glasmalereien, barockes Grabdenkmal, Emporenanlage mit Orgel, Türbeschläge.

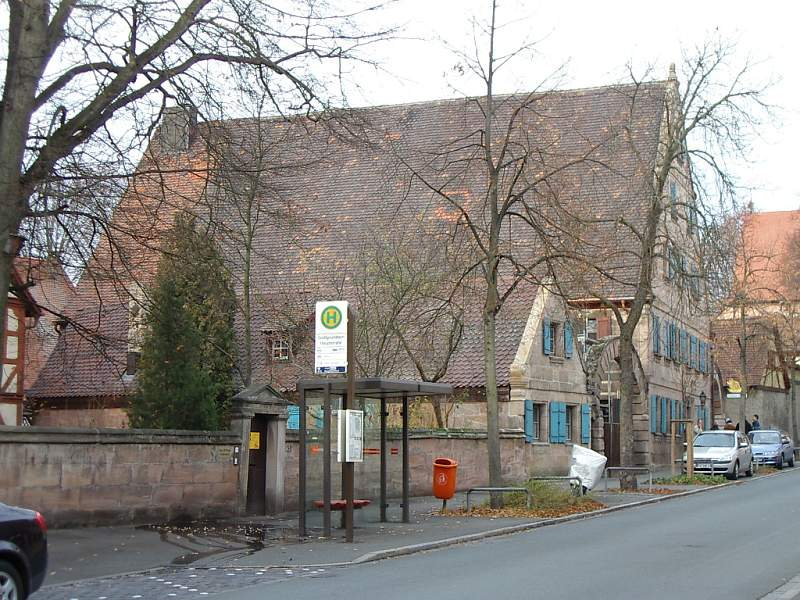
Gasthaus Goldener Schwan von SSO
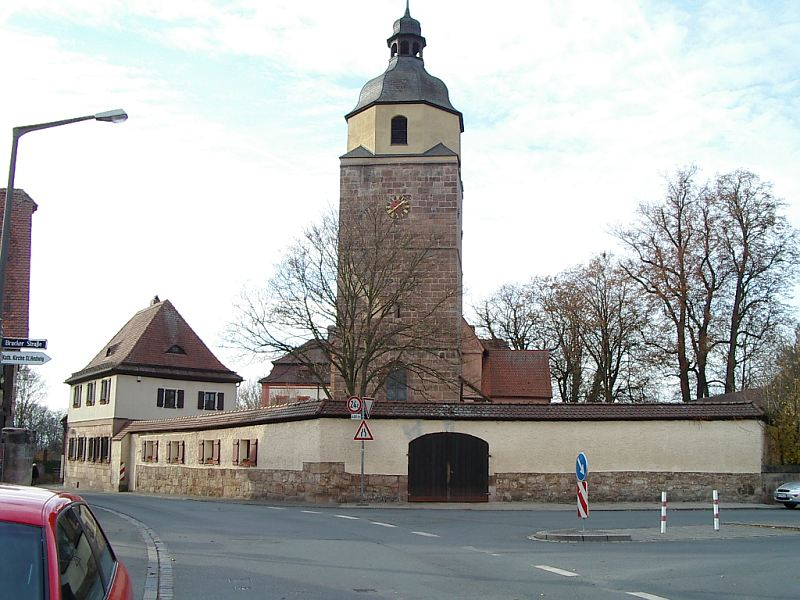
Kirchhof und Rathaus von O
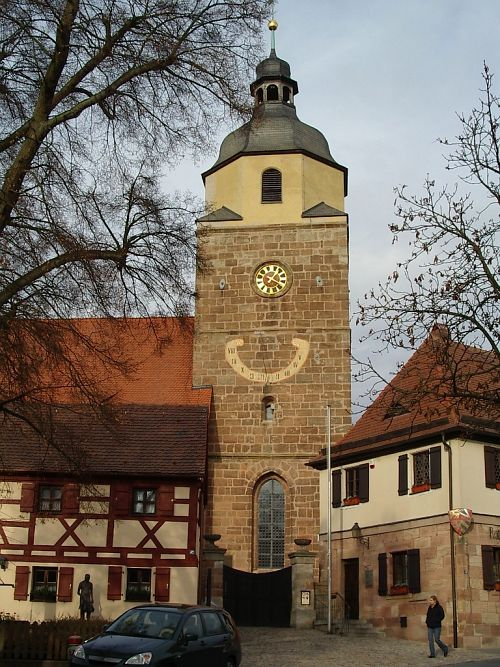
Kirche mit Westturm und Rathaus von S
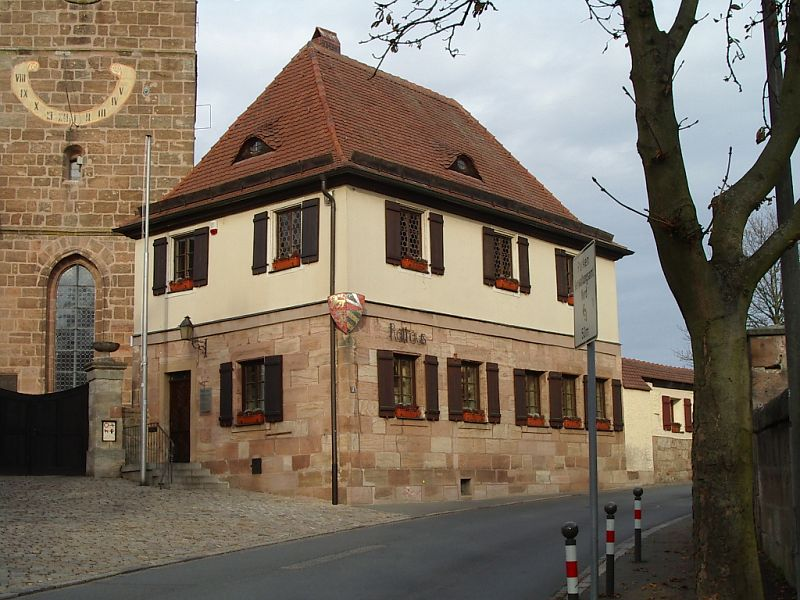
Rathaus, Sonnenuhr am Kirchturm
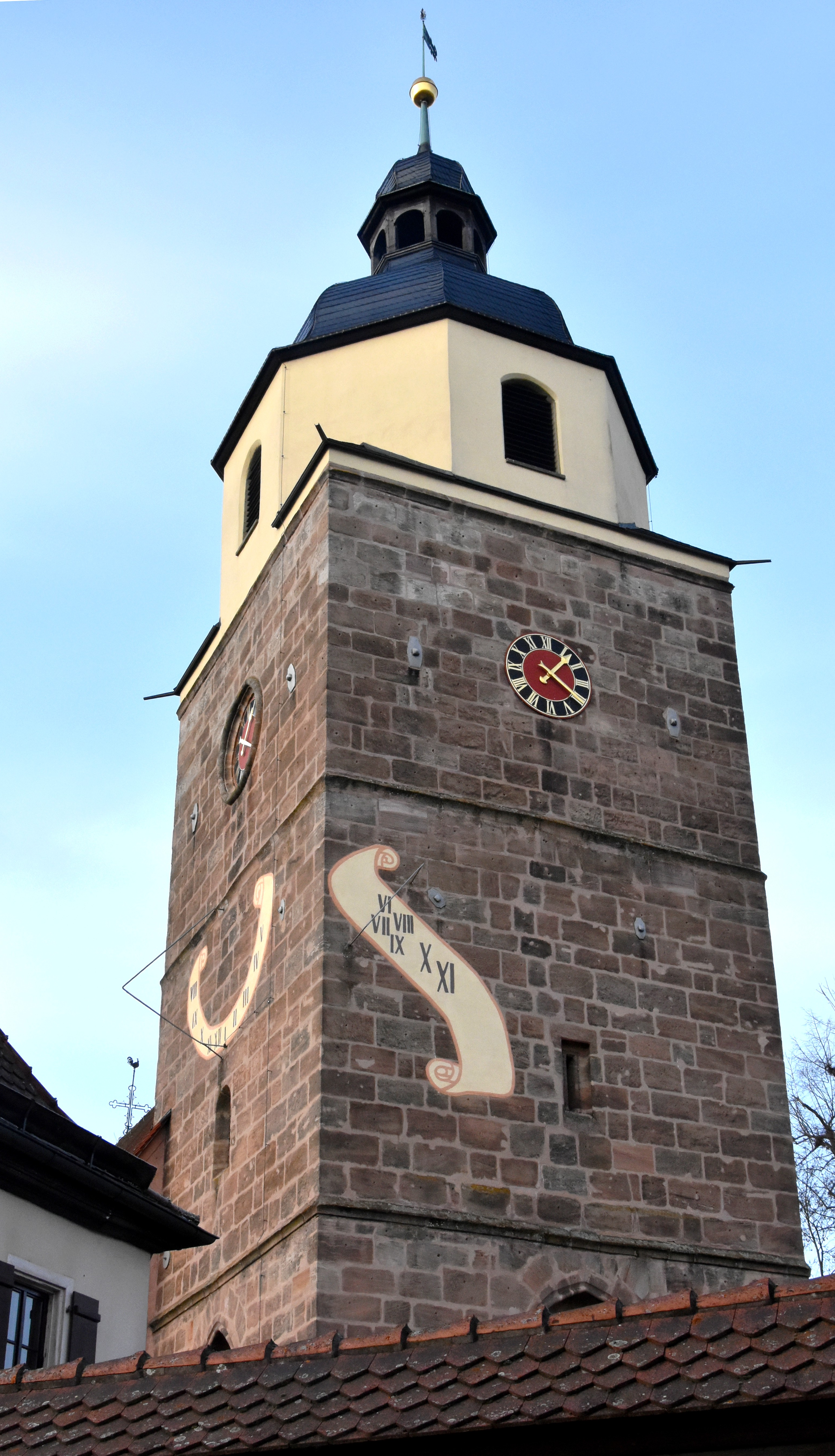
Kirchturm mit Süd- und Ost-Sonnenuhr von SO

Im Osten am Ortsausgang von Reutles steht die ebenfalls sehenswerte St.-Felicitas-Kapelle, die vermutlich 1370 gebaut wurde. Der Turm der ganz in rotbraun gestrichenen Kapelle wurde erst 500 Jahre später errichtet.

### Herrschaft, Kloster und Schloss

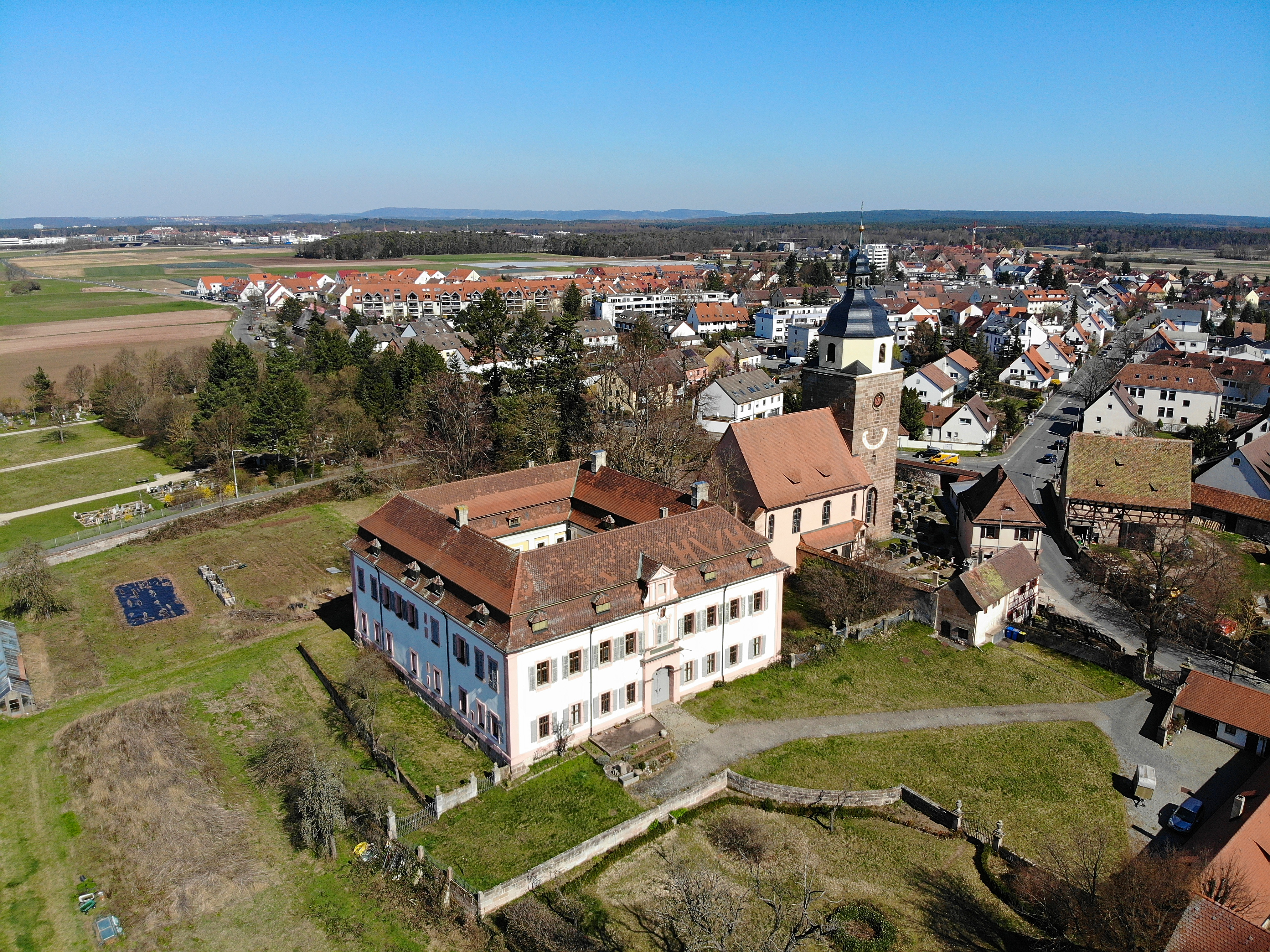
Luftaufnahme von Schloss und Kirche (2020)

An der Stelle des heutigen Barockschlosses stand vermutlich die im 13. Jahrhundert errichtete Stammburg des Reichsministerialengeschlechts derer von Gründlach. Gründlach wurde der Mittelpunkt ihrer ausgedehnten Herrschaft. Im Gebiet des Sebalder Reichswaldes, beiderseits der Regnitz und der Erlanger Schwabach, im Seebachgrund sowie an der Bibert und Zenn konzentrierten sich ihre Besitzungen. Um 1314/15 sind die Gründlacher in männlicher Linie erloschen und die Alleinerbin war Margarete von Gründlach. Sie und ihr Ehemann, Graf Gottfried von Hohenlohe-Brauneck, waren 1323 gezwungen, den größten Teil der Besitzungen, darunter das Eigengut Gründlach, an Burggraf Friedrich IV. von Nürnberg zu verpfänden und 1326 zu verkaufen.
1343 verkauften die Burggrafen Johann und Albrecht die „Veste“ an Kunigunde von Orlamünde, Witwe des Grafen Otto VII. von Orlamünde, die noch in diesem Jahr das Zisterzienserinnenkloster Himmelthron stiftete. Die Burg und ihr Zubehör (darunter der sie umgebende Baumgarten sowie der über der Hauptstraße gelegene Bauhof) im Wert von 5000 Pfund Heller dienten zunächst als Anlagevermögen des Klosters, mit dessen Verwaltung die Gräfin Konrad Groß, den Stifter des Nürnberger Heilig-Geist-Spitals, betraute. Es kam jedoch zu Auseinandersetzungen, die 1348 zum Umzug des Konvents nach Großgründlach führten. Die Pfarrkirche wurde zur Klosterkirche umgebaut und zu diesem Zweck mit einem Nonnenchor bis zur Burg verlängert, die wiederum zum Kloster adaptiert wurde. Im Zuge der Reformation löste sich 1525 der Konvent selbst auf. Die Reichsstadt richtete für die zugehörigen 36 Anwesen in Großgründlach und ein Gut in Reutles ein eigenes Amt ein, dessen Pfleger in der Klosterburg wohnte, bis zu seinem Tod 1545 amtierte dort Wolf Löffelholz. Im Zweiten Markgrafenkrieg wurde Gründlach am 23. Mai 1552 niedergebrannt.
1572 kaufte der Nürnberger Patrizier Philipp Geuder um 12.000 Gulden die durch den Rat nach 1552 nur notdürftig in Stand gesetzten Gebäude mit dem zugehörigen Besitz und ließ mit erheblichem Kostenaufwand das Schloss innerhalb der noch vorhandenen Umfassungsmauern wieder aufbauen. Nach seinem frühen Tod fiel der Besitz 1581 zunächst an seine Witwe Katharina, geb. Welser, die das zum Kauf benötigte Kapital bereitgestellt hatte. Das Schloss war aber nur provisorisch wiederhergestellt worden und war immer noch als Wehrbau konzipiert. Abbildungen vor 1634 und Federzeichnungen von Johann Andreas Graff von 1685 zeigen ein Quadrat von knapp 30 Metern Seitenlänge. An der Südostecke erhob sich der alte Bergfried, vor dem ein Torhaus angebaut war, daneben führte der Eingang in das weitgehend fensterlose Erdgeschoss und den Innenhof. Mit dem Bergfried korrespondierten an den drei übrigen Ecken Türmchen am Dachgeschoss; auch in der Mitte der Südfront erhob sich ein Dacherker. Auf der Ostseite war die ebenfalls zweigeschossige, mit dem Langhaus der Kirche unter einem Dach stehende ehemalige Nonnenkirche angebaut.
1616 erbten die Pfinzing Schloss und Grundherrschaft, was zu jahrzehntelangen Prozessen mit der Familie Welser führte, die ebenfalls Anspruch auf Gründlach erhob. 1634 wurden Schloss, Dorf und Kirche durch kurbairische Truppen zerstört. Das Schloss blieb 50 Jahre Ruine. Erst 1685 begann Karl Sebastian Pfinzing mit dem Wiederaufbau. Die Pläne zeichnete der 1700 verstorbene Johann Trost. Ende 1698 war der Bau weitgehend vollendet. Unter Verwendung der erhaltenen Außenmauern wurde anstelle der alten Burg ein barocker zweigeschossiger Vierflügelbau errichtet, der einen regelmäßigen Hof umschließt (die offenen Arkaden auf dessen Südseite wurden erst 1924 vermauert). Den Bergfried brach man ebenso ab wie die ehemalige Klosterkirche, die das Bindeglied zwischen Schloss und Pfarrkirche gebildet hatte. Diese war vermutlich im 13. Jahrhundert anstelle einer Burgkapelle entstanden, deren Apsisfundamente 1987 im Schiff der Kirche aufgedeckt wurden; das aufgehende Mauerwerk der Nordseite ist noch in der nördlichen Langhauswand der heutigen Kirche erhalten. Die Südseite des Schlosses besteht aus neun Achsen, wobei die mittlere Torachse einen Risalit und ein Zwerchhaus im Mansarddach besitzt. Der Innenausbau zog sich noch längere Zeit hin. Der reich stuckierte Theatersaal ist mit den Allianzwappen des Christoph Carl Pfinzing (1680–1739) und seiner 1720 verstorbenen Gemahlin Helena Catharina Tucher dekoriert. Die lateinische Inschrift über dem Eingang vermeldet den Abschluss der Bauarbeiten für das Jahr 1723. Auch in den folgenden Jahrzehnten erhielten mehrere Räume noch prachtvolle Stuckdecken.
Nach dem Erlöschen der Gründlacher Linie der Pfinzing kamen Schloss und Grundherrschaft 1739 an die Henfenfelder Linie und nach deren Aussterben 1764/66 an die Haller von Hallerstein, daher wird das Schloss auch Hallerschloss genannt. Auch die Haller setzten die Verschönerung von Schloss und Garten fort. Vor allem wurde 1769 durch die Anlage einer Allee eine Sichtachse vom Einfahrtstor an der Hauptstraße durch den Barockgarten vor dem Schloss nach Westen geschaffen, die zu einer seit 1794 allmählich aufgelassenen Weiherkette zwischen den beiden Armen der Gründlach führte. Die um diese Zeit neu gepflanzte Allee aus Pyramidenpappeln musste später mehrmals ersetzt werden, zuletzt im Herbst 2004 durch Winterlinden. Das Schloss gehörte seit 1766 den Zwillingsbrüdern Johann Georg und Johann Sigmund Haller von Hallerstein. Für den Letztgenannten, der 1794 bis 1804 als Reichsschultheiß die Geschicke Nürnbergs bis kurz vor dessen Einverleibung durch das Königreich Bayern gelenkt hatte, wurde 1805 ein klassizistisches Monument auf einem künstlichen Hügel in der so genannten Herrenwiese errichtet.
Seit 1873 gehört das Schloss der Sigmund Frhr. von Hallerschen Familienstiftung. Ein Bombenangriff brachte 1943 erhebliche Schäden an Dach, Fenstern, Türen und Stuckdecken, die ab 1947 wieder behoben wurden. Teile der barocken Garten- und Parkanlage sind erhalten; nach Westen führt eine Allee in die Landschaft.

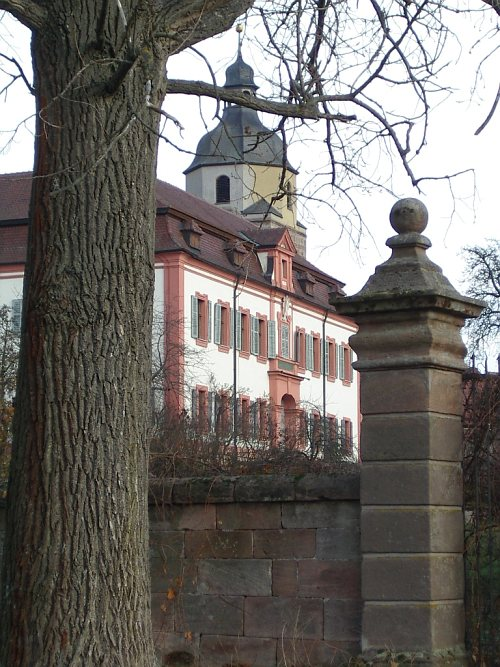
Schloss von SW
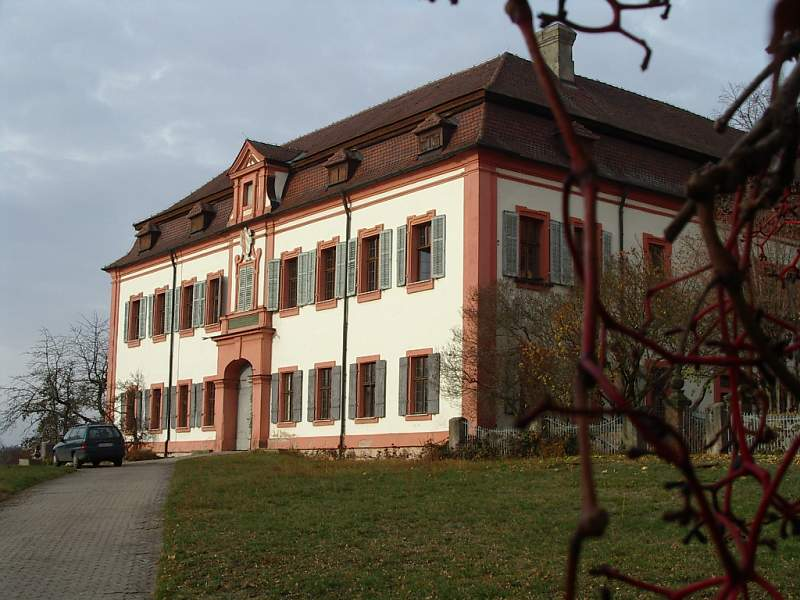
Schloss, Sicht von SO
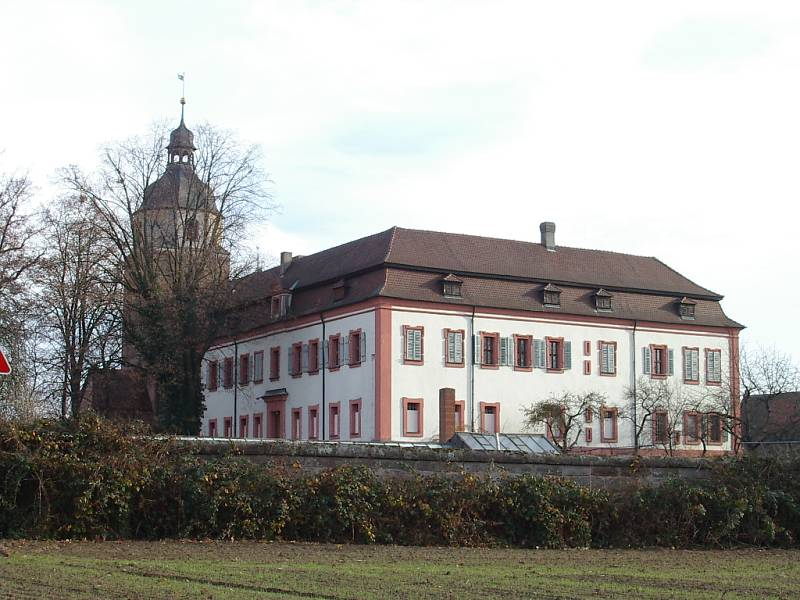
Schloss, Sicht von NW
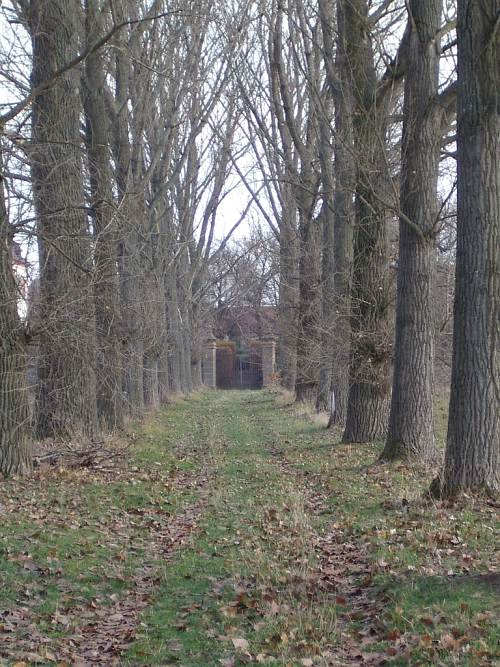
Allee westlich des Schlosses von W (2004 niedergelegt und mit Winterlinden neu gepflanzt)
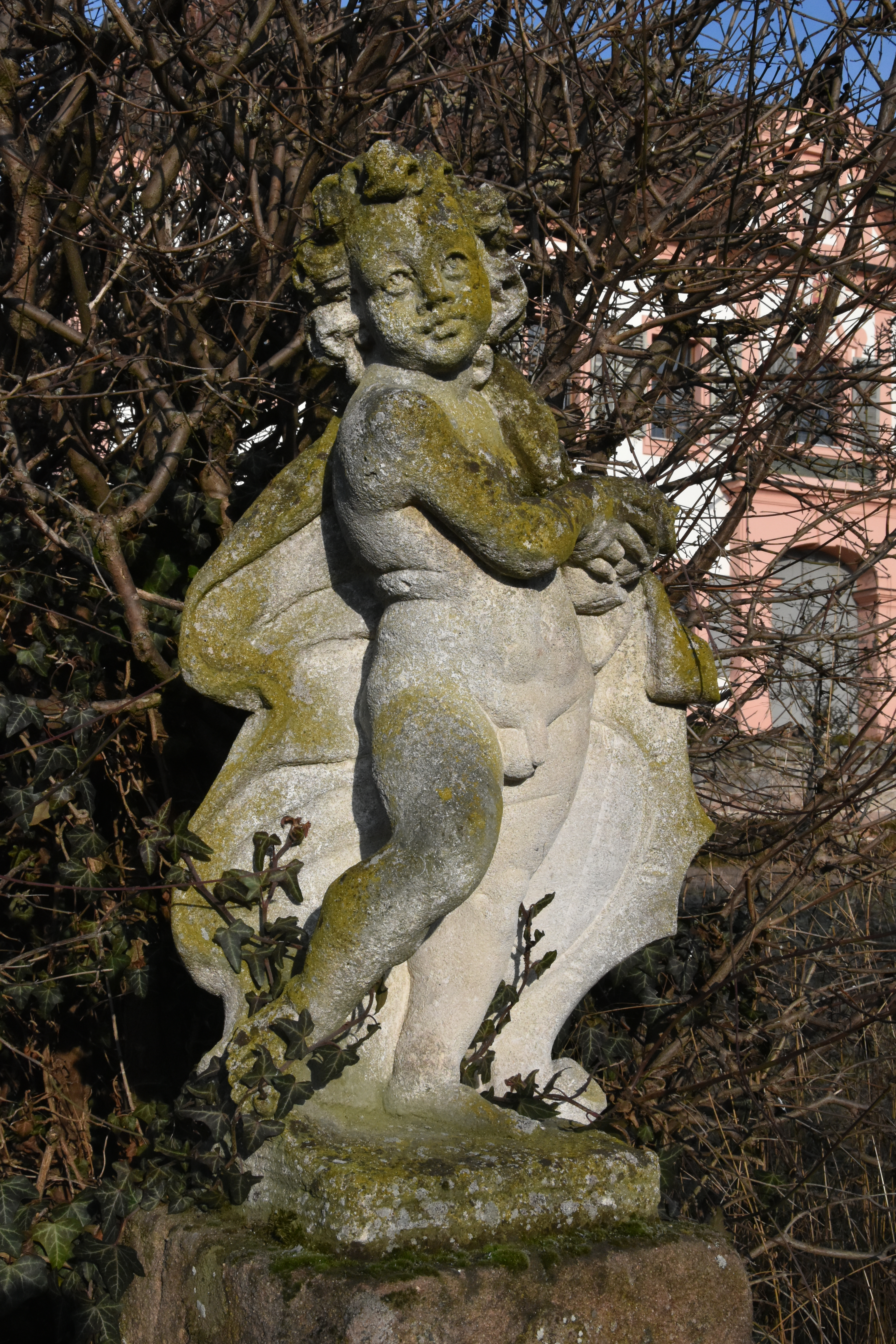
Putto im Schlosspark

## Verkehr
Die Kreisstraße N 1/FÜs 4 verläuft westlich nach Herboldshof (1,6 km westlich) bzw. an Boxdorf vorbei zur Bundesstraße 4 (1,6 km östlich). Gemeindeverbindungsstraßen verlaufen nach Kleingründlach (1 km nordwestlich), nach Tennenlohe (1,8 km nordöstlich), nach Reutles (0,8 km nordöstlich) und nach Schmalau (1,2 km südlich).
Ea besteht eine direkte Anbindung an den ÖPNV mit Bussen nach Nürnberg (Linien 290 und 31, früher Linie 28 und 29), Fürth (Linie 179) und Erlangen (Linie 290). Es gibt eine regelmäßige Busverbindung mit Erlangen mittels Umsteigen zu den Linien 20 und 30 an der Haltestelle Reutleser Straße. Großgründlach ist gut an das Autobahnnetz angebunden. Die A 3 ist innerhalb von 5 Minuten über die Anschlussstelle Erlangen Tennenlohe erreichbar und die A 73 kann über die Anschlussstellen Erlangen Eltersdorf und Fürth Steinach jeweils innerhalb weniger Minuten erreicht werden.
An der Bahnstrecke Nürnberg–Bamberg gab es den Haltepunkt Großgründlach in Kleingründlach. Er wurde bis zum 2. Juni 1991 von Zügen angefahren. Nach der Aufgabe des Haltepunktes, der vorher im Regelverkehr schon selten angefahren wurde, wurde einige Jahre danach die Anbindung Großgründlachs an den Bahnhof Vach mit Linienbedarfstaxis aufrechterhalten. Auch diese wurde mittlerweile eingestellt. Die Anlagen des vormaligen Bahnhofs (Empfangsgebäude und Bahnsteige) sind inzwischen beinahe vollständig zurückgebaut und nicht mehr erkennbar.